# Farnese de Andrade
Farnese de Andrade Neto (Araguari, 26 de janeiro de 1926 — Rio de Janeiro, 18 de julho de 1996) foi um pintor, escultor, desenhista, gravador e ilustrador brasileiro.

## Vida e trabalho
Em Belo Horizonte, estudou pintura com Guignard entre 1945 e 1948. Mudando-se para o Rio de Janeiro em 1948 para tratar de uma tuberculose, trabalhou como ilustrador para o suplemento literário dos jornais Diário de Notícias, Correio da Manhã e Jornal de Letras, e para as revistas Rio Magazine, Sombra, O Cruzeiro, Revista Branca e Manchete, entre 1950 e 1960.
Em 1959 começou a frequentar o ateliê de gravura do Museu de Arte Moderna do Rio de Janeiro, onde se aperfeiçoou em gravura em metal. 
Em 1964 começou a criar obras com materiais descartados, recolhidos em praias e aterros e, posteriormente, utilizou armários, oratórios, gamelas e ex-votos, adquiridos em antiquários e depósitos de materiais usados. Essa guinada artística se deu, portanto, em um contexto de moralismo crescente na sociedade, podendo ser tomada, por trabalhar com materiais da esfera privada e pela forma simbolista de trabalhar os conflitos familiares, como uma resposta a esse contexto moral e político do Golpe de 1964.
No Salão Nacional de Arte Moderna de 1970 recebeu o prêmio de viagem ao exterior. Foi para a Espanha e instalou estúdio em Barcelona, onde permaneceu até 1975, quando voltou ao Rio de Janeiro. 
Em 1993 recebeu o Prêmio Roquette Pinto dos Melhores de 1992 pela exposição Objetos na Galeria Anna Maria Niemeyer.

## Acervos
- Coleção de Arte Latino-Americana da Universidade de Essex, Inglaterra
- Instituto de Arte Contemporânea de Londres - Londres, Inglaterra
- Museu de Arte Contemporânea de Niterói (MAC/Niterói) - Niterói, RJ
- Museu de Arte Moderna de Nova Iorque (MoMA) - Nova Iorque, Estados Unidos da América
- Museu de Arte Moderna do Rio de Janeiro (MAM/RJ) - Rio de Janeiro, RJ
- Museu Nacional de Belas Artes do Rio de Janeiro (MNBA) - Rio de Janeiro, RJ